# President’s Daily Brief

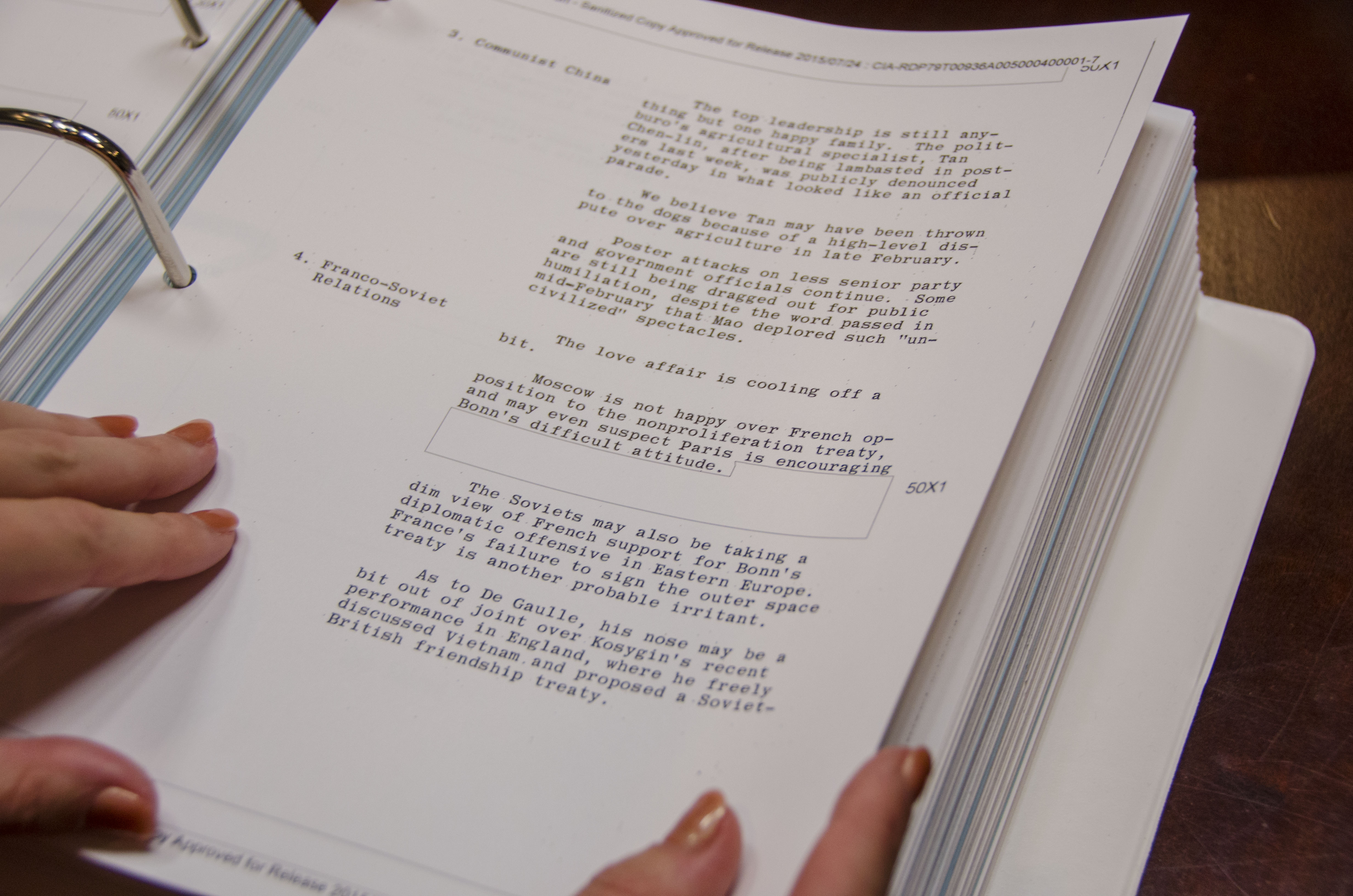
PDB aus den 1960er-Jahren

Der President’s Daily Brief (PDB) wird dem Präsidenten der Vereinigten Staaten täglich vorgelegt. In ihm werden die wichtigsten aktuellen Erkenntnisse der amerikanischen Geheimdienste präsentiert. Über die Zusammenstellung entscheidet der Nationale Geheimdienstdirektor.
Der streng geheime Bericht umfasst üblicherweise 10–15 Seiten (andere Quelle: 12–30 Seiten).

## Geschichte
Der Vorläufer des PDB entstand 1961 aus Unzufriedenheit von John F. Kennedy über Geheimdienstinformationen nach der fehlgeschlagenen Invasion in der Schweinebucht. Der erste PDB wurde von Richard Lehman unter dem Direktor des Office of Current Intelligence Huntington D. Sheldon am 17. Juni 1961 erstellt. Er beinhaltete zunächst tägliche Informationen in Form einer Liste mit knappen Abschnitten, exklusiv für den Präsidenten, später auch für den Verteidigungsminister und den Vorsitzenden der Joint Chiefs of Staff, zusammengestellt. Kennedy las und bewertete die Liste selbständig, nur bei Bedarf hielt er Rücksprache oder fragte zusätzliche Informationen an.
Nach der Ermordung Kennedys 1963 informierte der Director of Central Intelligence den neuen Präsidenten Johnson mit Hilfe der vorbereiteten Liste zunächst persönlich. Nachdem 1964 Spannungen über die Bewertung des Vietnamkrieges zunahmen, verzichtete Johnson auf die persönliche Besprechung und las auch die vorbereitete Liste kaum noch. Bereits seit Januar war die Liste nun in Form eines Berichts nur noch zwei Mal pro Woche erschienen, nun aber auch für eine Reihe weiterer Mitarbeiter zugänglich. Weil Johnson weiterhin wenig Aufmerksamkeit für den Bericht hatte und gleichzeitig die Sorgen vor unzulässiger Verbreitung zunahmen, entschied man sich den Bericht aufzugeben und eine neue Form – für weniger Adressaten – zu erstellen.
Am 1. Dezember 1964 übergab man erstmals den neuen President’s Daily Brief an Johnson, der – um den Gewohnheiten des Präsidenten entgegenzukommen – am späten Nachmittag erschien. Johnson las den Bericht regelmäßig und entschied 1965, dass er ihn nun um 6:30 Uhr vorgelegt bekommen möchte.
Am 6. August 2001 wurde George W. Bush ein President’s Daily Brief mit dem Titel Bin Ladin Determined To Strike in US (englisch für: Bin Ladin entschlossen, in den Vereinigten Staaten zuzuschlagen) von der Central Intelligence Agency vorgelegt. Die Zusammenfassung warnte vor einer terroristischen Bedrohung durch Osama bin Laden und al-Qaida. 36 Tage später wurden die Terroranschläge am 11. September 2001 durchgeführt.
Die Existenz dieser Warnung wurde geheim gehalten. 2002 bewies ein Whistleblower deren Existenz und CBS Evening News berichtete am 15. Mai 2004 darüber.
Während dem Übergangszeitraum zwischen der Präsidenten-Wahl in den Bundesstaaten und der nach der Verfassung verbindlichen Wahl durch das Wahlkollegium kam es 2020 zu einer Debatte, warum der als Gewinner ausgerufene (called) Biden das tägliche Briefing, wie sonst bei Pr. elect üblich, nicht erhält.

## In der Kultur
Der PDB Bin Ladin Determined To Strike in US wird in Michael Moores Dokumentarfilm Fahrenheit 9/11 erwähnt.